# SNH48
SNH48 (S.N.H. Forty-eight) là một nhóm nhạc thần tượng nữ đặt trụ sở tại Thượng Hải, Trung Quốc. Trước đây là nhóm chị em thứ hai của AKB48 bên ngoài Nhật Bản. SNH48 bao gồm nhiều thành viên nữ nằm trong độ tuổi từ 19 trở lên, họ thường xuyên biểu diễn trong nhà hát riêng của nhóm và giao lưu với người hâm mộ chủ yếu qua các sự kiện nắm tay. Những thành viên thuộc thế hệ đầu tiên ra mắt vào ngày 15 tháng 11 năm 2012 trong đó bao gồm 26 thành viên nội địa và 2 thành viên đến từ AKB48 Sae Miyazawa và Mariya Suzuki.
Có hơn 300 thành viên nữ thuộc SNH48 và các nhóm chị em của nó bao gồm BEJ48, GNZ48, SHY48 (đã tan rã) và CKG48 (đang trong giai đoạn phục hồi). SNH48 Group thuộc sở hữu của các công ty Trung Quốc NineStyle và Star48.
Đến năm 2015, vì tranh chấp hợp đồng lợi nhuận, nên SNH48 tách ra khỏi 48 Group, chính thức không còn là nhóm chị em của AKB48.

## Nhóm chị em
- BEJ48
- GNZ48
- CKG48
- CGT48

## Phân đội
- 7Senses
- BlueV (Tan rã)
- Color Girls (Tan rã)
- DEMOON (Tan rã)
- AW9girls (Tan rã)
- 95Line

## Đơn vị cũ
- Seine River
- ElectroEyes Girls
- Style7

## Senbatsu
- Top Girls
- Undergirls
- Next Girls
- Future Girls
- Janken Senbatsu

## Danh sách đĩa nhạc

### EPs
| #                          | Tên                                    | Tên                     | Thời Gian       |
| Jiu Shang Music            | Jiu Shang Music                        | Jiu Shang Music         | Jiu Shang Music |
| -------------------------- | -------------------------------------- | ----------------------- | --------------- |
| 1                          | Heavy Rotation (无尽旋转)              | Heavy Rotation          | 13/06/2013      |
| 2                          | Flying Get (飞翔入手)                  | Flying Get              | 02/08/2013      |
| 3                          | Koi Suru Fortune Cookie (爱的幸运曲奇) | Koi Suru Fortune Cookie | 25/11/2013      |
| 4                          | Heart Ereki (心电感应)                 | Heart Ereki             | 12/03/2014      |
| 5                          | UZA (呜吒)                             | UZA                     | 12/10/2014      |
| 6                          | GIVE ME FIVE! (青春的约定)             | GIVE ME FIVE!           | 15/01/2015      |
| 7                          | After Rain (雨季之后)                  | Sau Cơn Mưa             | 28/03/2015      |
| 8                          | Manatsu no Sounds Good! (盛夏好声音)   | Manatsu no Sounds Good! | 15/05/2015      |
| STAR48                     |                                        |                         |                 |
| 9                          | Halloween Night (万圣节之夜)           | Halloween Night         | 12/10/2015      |
| 10                         | New Year's Bell (新年的钟声)           | New Year's Bell         | 28/12/2015      |
| 11                         | Engine of Youth (源动力)               | Nguyên Động Lực         | 30/03/2016      |
| 12                         | Dream Land (梦想岛)                    | Hòn Đảo Ước Mơ          | 20/05/2016      |
| 13                         | Princess's Cloak (公主披風)            | Áo Choàng Công Chúa     | 12/10/2016      |
| 14                         | Happy Wonder World (新年这一刻)        | Khoảnh Khắc Năm Mới     | 20/12/2016      |
| 15                         | Bici de Weilai (彼此的未來)            | Tương Lai Của Chúng Ta  | 17/03/2017      |
| 16                         | Summer Pirates (夏日檸檬船)            | Thuyền Chanh Ngày Hè    | 19/05/2017      |
| 17                         | Dawn in Naples (那不勒斯的黎明)        | Bình Minh Ở Napoli      | 18/10/2017      |
| 18                         | Sweet Festival (甜蜜盛典)              | Lễ hội Ngọt Ngào        | 24/12/2017      |
| 19                         | The Future Movement (未来的楽章)       | Chương Nhạc Tương Lai   | 26/03/2018      |
| 20                         | Forest Theorem (森林法则)              | Quy Luật Rừng Xanh      | 17/05/2018      |
| 21                         | Endless Story (魔女的诗篇)             | Áng Thơ Ma Nữ           | 19/10/2018      |
| Yongdao Star Entertainment |                                        |                         |                 |
| 22                         | NOW AND FOREVER (此刻到永远)           | Bây Giờ Và Mãi Mãi      | 20/12/2018      |
| 23                         | Our Journey (我们的旅程)               | Hành Trình Của Chúng Ta | 20/03/2019      |
| 24                         | Dream Of That Summer (那年夏天的梦)    | Giấc Mơ Mùa Hè Năm Ấy   | 13/05/2019      |
| 25                         | Poetry About Time (时间的歌)           | Bài Ca Thời Gian        | 21/09/2019      |
| 26                         | Wings (青春之翼)                       | Đôi Cánh Thanh Xuân     | 28/12/2019      |
| 27                         | Beautiful Day (天晴了)                 | Trời Trong Rồi          | 13/06/2020      |
| 28                         | F.L.Y (成長三部曲)                     |                         | 19/10/2020      |
| 29                         | Bong! Bong! Bong! (怦然心动)           | Phanh Nhiên Tâm Động    | 01/06/2021      |
| 30                         | Floral and Firm (花戎)                 | Hoa Nhung               | 13/10/2021      |
| 31                         | Sea Gravel (海砂)                      | Hải Sa                  | 25/06/2022      |
| 32                         | Silk Road (丝路)                       | Con Đường Tơ Lụa        | 21/10/2022      |
| 33                         | Lovely Echo (爱的回响)                 |                         | 20/05/2023      |
| 34                         | Number One (悖论体)                    | Bội Luận Thế            | 2023.10.28      |
| 35                         | Stay With Me (因为你)                  | Bởi vì cậu              | 01.03.2024      |
| 36                         | Mint Candy (薄荷糖)                    | Kẹo Bạc Hà              | 17.05.2024      |
| 37                         | Best Friend (最好的朋友)               | Người bạn thân nhất     | 19/10/2024      |

### Other Original Song
| #  | Tên                                    | Tên               | Thời Gian  |
| -- | -------------------------------------- | ----------------- | ---------- |
| 1  | Duyên Tận Thế Gian                     | 缘尽世间          | 19.01.2015 |
| 2  | Run Calories                           | 奔跑卡路里        | 26.06.2015 |
| 3  | Cool Running Run To You                | 酷跑Run To You    | 03.06.2015 |
| 4  | Be Dangerous, Be Fun                   | 释FUN不安分       | 08.09.2015 |
| 5  | 3345                                   |                   | 21.12.2015 |
| 6  | Proud of you                           | 骄傲的你          | 29.01.2016 |
| 7  | Little Pig Song                        | 小猪歌            | 16.02.2016 |
| 8  | In to Dream                            | 入夢              | 23.04.2016 |
| 9  | Chasing light - Target Bouncing Island | 追光 - 目標彈彈島 | 16.06.2016 |
| 10 | Fighting Day                           |                   | 01.07.2016 |
| 11 | Good Morning Neverland                 | 早安夢幻島        | 02.07.2016 |
| 12 | Everybody Go                           | 加油女孩          | 01.09.2019 |
| 13 | Why Are The Flower So Red              | 花儿为什么这样红  | 09.09.2019 |

## Album (stage) công diễn

### Team SII
| #  | Tên                                           | Tên                              | Thời Gian               | Công Diễn |
| -- | --------------------------------------------- | -------------------------------- | ----------------------- | --------- |
| 1  | The Last Bell Rings (最后的钟声响起)          | Tiếng Chuông Cuối Cùng Ngân Lên. | 30.08.2013 - 15.12.2013 | 40        |
| 2  | Eternal light (永恒之光)                      | Ánh Sáng Vĩnh Cửu                | 27.12.2013 - 16.05.2014 | 40        |
| 3  | Pajama Drive (不眠之夜)                       | Đêm Không Ngủ                    | 30.05.2014 - 01.11.2014 | 40        |
| 4  | Reset (勇气重生)                              | Dũng Khí Trùng Sinh              | 07.11.2014 - 20.06.2015 | 48        |
| 5  | Yume wo Shinaseru Wake ni Ikanai (让梦想闪耀) | Để Giấc Mơ Lấp Lánh              | 26.06.2015 - 18.02.2016 | 35        |
| 6  | Eighteen Shining Moments (十八个闪耀瞬间)     | 18 Khoảnh Khắc Lấp Lánh          | 26.02.2016 - 14.05.2016 | 16        |
| 7  | Journey of the Heart (心的旅程)               | Hành Trình Trái Tim              | 20.05.2016 - 10.06.2017 | 61        |
| 8  | District 48 (第48区)                          | Vùng 48                          | 30.06.2017 - 30.04.2018 | 38        |
| 11 | Beautiful District 48 (美丽48区)              | Vùng 48 Mỹ Lệ                    | 01.05.2018 - 18.11.2018 | 25        |
| 10 | Plan Salvation (重生计划)                     | Kế Hoạch Trùng Sinh              | 23.11.2018 - 22.01.2022 | 118       |
| 11 | Plan Salvation 2.0 (重生计划 2.0)             | Kế Hoạch Trùng Sinh 2.0          | 18.06.2021 - 22.01.2022 | 29        |
| 12 | DREAM (幻镜)                                  | Huyễn Kính                       | 18.12.2021 - Now        | -         |

### Team NII
| #  | Tên                                       | Tên                     | Thời Gian               | Công Diễn |
| -- | ----------------------------------------- | ----------------------- | ----------------------- | --------- |
| 1  | Theater no Megami (剧场女神)              | Nữ Thần Nhà hát         | 02.11.2013 - 19.04.2014 | 53        |
| 2  | Saka Agari (逆流而上)                     |                         | 25.04.2014 - 04.10.2014 | 47        |
| 3  | Mokugekisha (前所未有)                    | Trước Giờ Chưa Từng Có  | 11.10.2014 - 18.04.2015 | 45        |
| 4  | Boku no Taiyou (我的太阳)                 | Ánh Mặt Trời Của Tôi    | 24.04.2015 - 10.01.2016 | 54        |
| 5  | Eighteen Shining Moments (十八个闪耀瞬间) | 18 Khoảnh Khắc Lấp Lánh | 15.01.2016 - 16.07.2016 | 22        |
| 6  | Exclusive Party (专属派对)                | Bữa Tiệc Độc Quyền      | 22.07.2016 - 16.09.2017 | 52        |
| 7  | In the Name of Love (以爱之名)            | Nhân Danh Tình Yêu      | 07.10.2017 - 02.11.2017 | 6         |
| 8  | In the Name of Love 2.0 (以爱之名 2.0)    | Nhân Danh Tình Yêu 2.0  | 11.11.2017 - 13.10.2018 | 33        |
| 9  | N.E.W                                     | N.E.W                   | 02.11.2018 - 04.05.2019 | 31        |
| 10 | Scroll of Time (时之卷)                   | Thời Chi Quyển          | 10.05.2019 - 27.06.2021 | 100       |
| 11 | N.E.W 2.0                                 | NEW 2.0                 | 14.12.2019 - 05.01.2020 | 4         |
| 12 | Eclosion Into Butterfly (羽化成蝶)        | Vũ Hóa Thành Bướm       | 09.07.2021 - Now        | -         |
| 13 | The Promise Land (应许之地)               | Miền Đất Hứa            | 23.06.2023 - now        | -         |

### Team HII
| #  | Tên                                       | Tên                      | Thời Gian               | Công Diễn |
| -- | ----------------------------------------- | ------------------------ | ----------------------- | --------- |
| 1  | Seishun Girls (青春派对)                  | Bữa Tiệc Thanh Xuân      | 24.10.2014 - 24.05.2015 | 48        |
| 2  | Hand In Hand (手牵手)                     | Tay Nắm Tay              | 29.05.2015 - 20.03.2016 | 62        |
| 3  | Idol no Yoake (偶像的黎明)                | Bình Minh Của Thần Tượng | 26.03.2016 - 11.12.2016 | 55        |
| 4  | Eighteen Shining Moments (十八个闪耀瞬间) | 18 Khoảnh Khắc Lấp Lánh  | 16.12.2016 - 01.04.2017 | 17        |
| 5  | Beautiful World (美丽世界)                | Thế giới Tươi Đẹp        | 08.04.2017 - 03.03.2018 | 50        |
| 6  | New H Stars                               | New H Stars              | 30.03.2018 - 13.05.2018 | 9         |
| 7  | Heading News (头号新闻)                   | Tiêu Đề Tin Tức          | 18.05.2018 - 11.07.2022 | 142       |
| 8  | Orange Miracle (橘色奇迹)                 | Kỳ Tích Màu Cam          | 14.06.2019 - 01.12.2019 | 25        |
| 9  | Ultimate Mission (终极任务)               | Nhiệm Vụ Cuối Cùng       | 24.07.2021 - 22.06.2024 | 124       |
| 10 | Alpha Core (阿尔法之芯)                   | Lõi Alpha                | 28.06.2024 - Now        |           |

### Team X
| # | Tên                                       | Tên                             | Thời Gian               | Công Diễn |
| - | ----------------------------------------- | ------------------------------- | ----------------------- | --------- |
| 1 | The Last Bell Rings (最后的钟声响起)      | Tiếng Chuông Cuối Cùng Ngân Lên | 17.04.2015 - 24.10.2015 | 40        |
| 2 | Forward Upward Circling (逆流而上)        | Thượng Nguồn                    | 06.11.2015 - 10.06.2016 | 32        |
| 3 | Eighteen Shining Moments (十八个闪耀瞬间) | 18 Khoảnh Khắc Lấp Lánh         | 17.06.2016 - 20.10.2016 | 24        |
| 4 | Dream Banner (梦想的旗帜)                 | Lá Cờ Ước Mơ                    | 28.10.2016 - 09.12.2017 | 69        |
| 5 | Fate X (命运的X号)                        | Số X Vận Mệnh                   | 15.12.2017 - 15.11.2019 | 84        |
| 6 | Girl X                                    | Girl X                          | 29.03.2019 - 05.12.2019 | 40        |
| 7 | Forgotten Kingdom (遗忘的国度)            | Vương Quốc Lãng Quên            | 12.12.2019 - 20.06.2021 | 58        |
| 8 | Trigonometric Functions (三角函数)        | Hàm Số Lượng Giác               | 02.07.2021 - 20.12.2023 | 110       |
| 9 | Jiāo X Diǎn (交『X』点)                   | Giao Điểm X                     | 29.12.2023- Now         |           |

### Team FT
| # | Tên                       | Tên                | Thời Gian               | Công Diễn |
| - | ------------------------- | ------------------ | ----------------------- | --------- |
| 1 | (梦想的旗帜)              | Giấc Mơ Biểu Ngữ   | 23.03.2018 - 24.08.2014 | 28        |
| 2 | (双面偶像)                | Thần Tượng Hai Mặt | 01.09.2018 - 05.01.2019 | 17        |
| 3 | Dream Banner (梦想的旗帜) | Lá Cờ Ước Mơ       |                         | -         |

### Team XII
| # | Tên                          | Tên              | Thời Gian               | Công Diễn |
| - | ---------------------------- | ---------------- | ----------------------- | --------- |
| 1 | Theater no Megami (剧场女神) | Nữ Thần Nhà hát  | 04.12.2015 - 15.12.2016 | 78        |
| 2 | Code XII (代號XII)           | Dấu Hiệu XII     | 23.12.2016 - 09.06.2017 | 29        |
| 3 | Code XII 2.0 (代號XII 2.0)   | Dấu Hiệu XII 2.0 | 16.06.2017 - 02.03.2018 | 34        |

### Trainee
| # | Tên             | Tên               | Thời Gian               |
| - | --------------- | ----------------- | ----------------------- |
| 1 | Give Me Power!  | Cho Tôi Sức Mạnh! | 12.01.2013 - 11.11.2013 |
| 2 | Theater Goddess | Nữ Thần Nhà hát   | 02.01.2013 - 10.11.2013 |

### Giai đoạn đặc biệt
| # | Tên                          | Thời gian               | Công Diễn |
| - | ---------------------------- | ----------------------- | --------- |
| 1 | We rush forward (我们向前冲) | 28.04.2017 - 04.10.2017 | 13        |
| 2 | NEW Fate X (命运的"X")       | 02.05.2023 - 24.04.2024 | 45        |
| 3 | Dàihào XII 2.0 (代号XII2.0)  | 05.05.2024 - Now        | -         |